# Resultados do Carnaval de Florianópolis em 2025
Os resultados do Carnaval de Florianópolis de 2025 foram divulgados no dia 3 de Março, segunda-feira de Carnaval, em evento na Passarela Nego Quirido, mesmo local onde foram realizados os desfiles nos dias anteriores. Por mais um ano, todas as escolas da LIESF desfilaram no Grupo Especial único, mas dessa vez divididas em duas noites, com cinco escolas desfilando entre a sexta e o sábado, e as outras cinco entre o sábado e o domingo.
Após a revelação das notas dos jurados do grupo único e a contabilização, a escola de samba Consulado, que trouxe o enredo "O Jardim Secreto nos Delírios de Fritz Müller", sagrou-se campeã do carnaval após três vices seguidos. A disputa pelo primeiro lugar com a Embaixada Copa Lord foi acirrada: as duas escolas empataram em pontos e o título foi decidido no desempate, no quesito Mestre-sala e Porta-bandeira. A União da Ilha da Magia, que defendia o título, ficou em terceiro lugar. As três escolas retornaram a passarela no desfile das campeãs, na terça-feira de Carnaval.
A Unidos da Coloninha não apresentou previamente o book do desfile, documento direcionado aos jurados que descreve em detalhes todos os componentes e alas do desfile, além do enredo e tema. Devido a isto, o julgamento pode ter sido afetado pela falta das referências, e as notas da agremiação foram mais baixas do que o comum, culminando com a escola terminando o carnaval em último lugar. Após a apuração, por meio de nota oficial nas redes sociais, a Coloninha anunciou que foram demitidos todos os membros da comissão de carnaval de 2025.

## Grupo único

### Resultado final
| Legenda: Desfile das Campeãs |

| Col. | Escola                    | Enredo                                                                            | Pontos | Desempate                           | Fonte |
| ---- | ------------------------- | --------------------------------------------------------------------------------- | ------ | ----------------------------------- | ----- |
| 1°   | Consulado                 | O Jardim Secreto nos Delírios de Fritz Müller                                     | 269,1  | Mestre-Sala e Porta-Bandeira (29,9) |       |
| 2°   | Embaixada Copa Lord       | Ontemanhã - O Tempo nos Traços de Hassis                                          | 269,1  | Mestre-Sala e Porta-Bandeira (29,8) |       |
| 3°   | União da Ilha da Magia    | As Ervas que Curam o Corpo e Perfumam a Alma                                      | 268,5  |                                     |       |
| 4°   | Acadêmicos do Sul da Ilha | Os Sete Segredos dos Mares                                                        | 268,2  |                                     |       |
| 5°   | Império Vermelho e Branco | Sua Flecha é Certeira - És o Dono da Minha Fé                                     | 267,7  |                                     |       |
| 6°   | Jardim das Palmeiras      | Matriarcas do Axé                                                                 | 267,5  |                                     |       |
| 7°   | Os Protegidos da Princesa | As Lavadeiras do Rio da Bulha: Nas Águas D'Oxum, um Canto Negro de Fé e Liberdade | 267,4  |                                     |       |
| 8°   | Dascuia                   | Zacimba Gaba - A Princesa da Liberdade                                            | 266,8  |                                     |       |
| 9°   | Nação Guarani             | Os Filhos do Tambor - Espíritos Indígenas, Mensageiros dos Orixás                 | 259,8  |                                     |       |
| 10°  | Unidos da Coloninha       | Benzimento: O Poder das 7 Ervas Sagradas                                          | 253,8  |                                     |       |